# Japetus Steenstrup
Johannes Japetus Smith Steenstrup (Vang, Noruega, 8 de março de 1813 – Copenhague, 20 de junho de 1897) foi um zoólogo, biólogo e professor dinamarquês.
Nascido em Vang (Thy), ele realizou um leitorado em mineralogia em Soro até 1845, quando ele se tornou um professor de zoologia da Universidade de Copenhaga. Trabalhou em um grande número de assuntos, incluindo cefalópodes, mas também na área da genética, onde descobriu o princípio da alternância de gerações em alguns vermes parasitas em 1842.
Foi professor de Hans Christian Gram.